# Technische Staatsuniversiteit van Armenië
De Technische Staatsuniversiteit van Armenië (Armeens: Հայաստանի պետական ճարտարագիտական համալսարան, Engels: State Engineering University of Armenia (SEUA)) is een technische universiteit van Armenië in Jerevan.
De Technische universiteit heeft naast Jerevan nog vestigingen in: Gjoemri, Vanadzor en Kapan.